# Corte lombarda

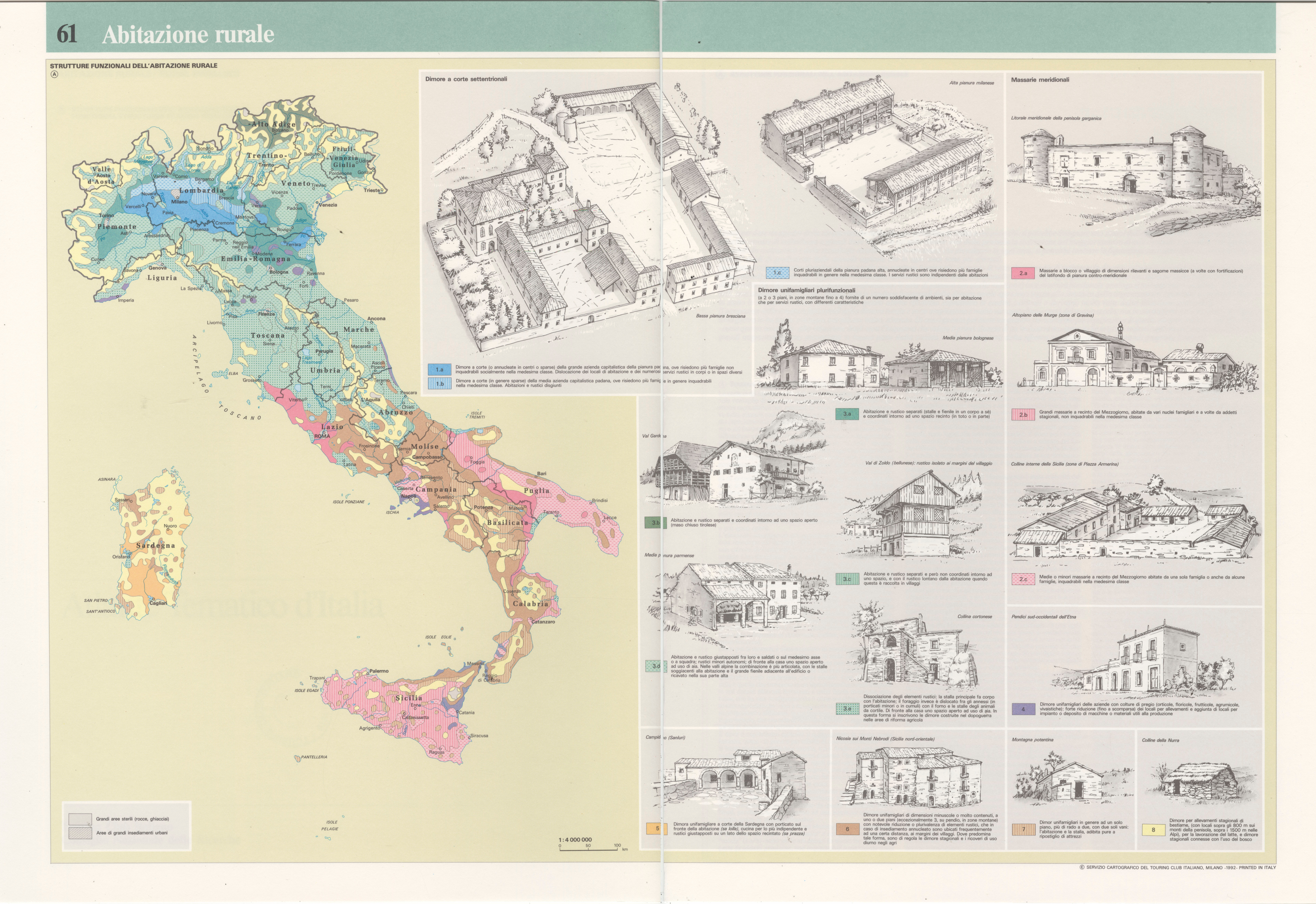
Mappa che mostra la diffusione dei vari tipi di dimore rurali in Italia

La corte lombarda (più semplicemente corte) è una particolare tipologia architettonica abitativa della Pianura Padana che è caratterizzata dalla presenza di un cortile intorno al quale si sviluppa il complesso edilizio. Le corti lombarde adibite ad attività agricole sono conosciute come cascine o corti coloniche.

## Generalità

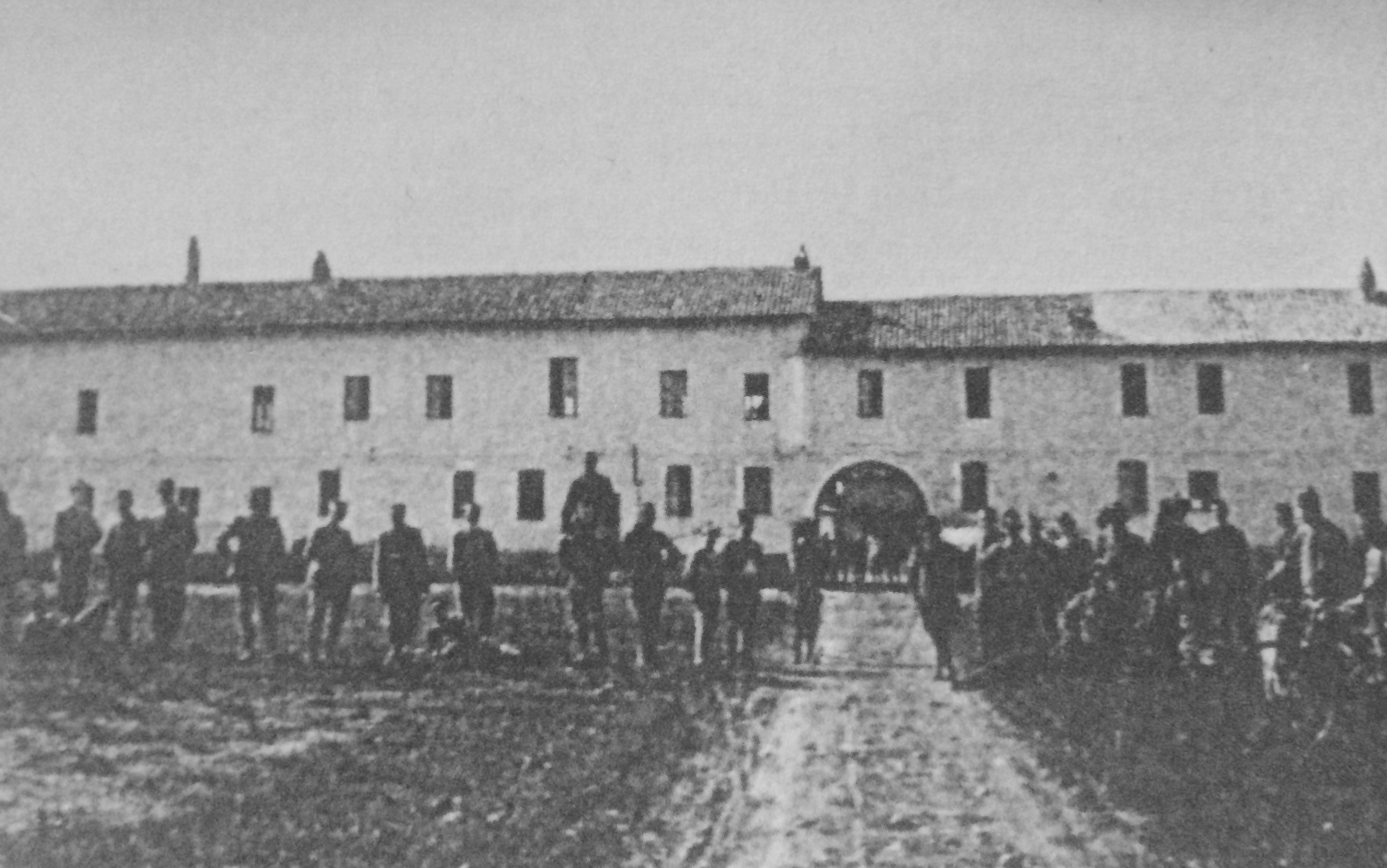
Cascina Malpensa in una foto d'epoca, quando era adibita ad uso militare. Da questa corte lombarda ha preso il nome l'aeroporto di Milano-Malpensa, che si trova in provincia di Varese

Le corti lombarde sono un tipo di abitazione, dette case di corte, che sono costruite attorno a un'aia o a un cortile e che possiedono un unico ingresso dalla strada grazie alla presenza di un portone. Ne esistono anche di più complesse, dove all'interno vi sono vicoli o altri portoni che mettono in comunicazione i molteplici cortili interni i quali danno vita, nel complesso, a un piccolo borgo.
La progressiva aggregazione di più cortili intorno a una corte originaria ha portato alla nascita dei centri storici dei comuni. Se le primigenie corti erano di grandi dimensioni, si costruiva una cappella a servizio degli abitanti, che in seguito si poteva trasformare in una chiesa vera e propria se la comunità che dimorava nelle corti cresceva di numero.

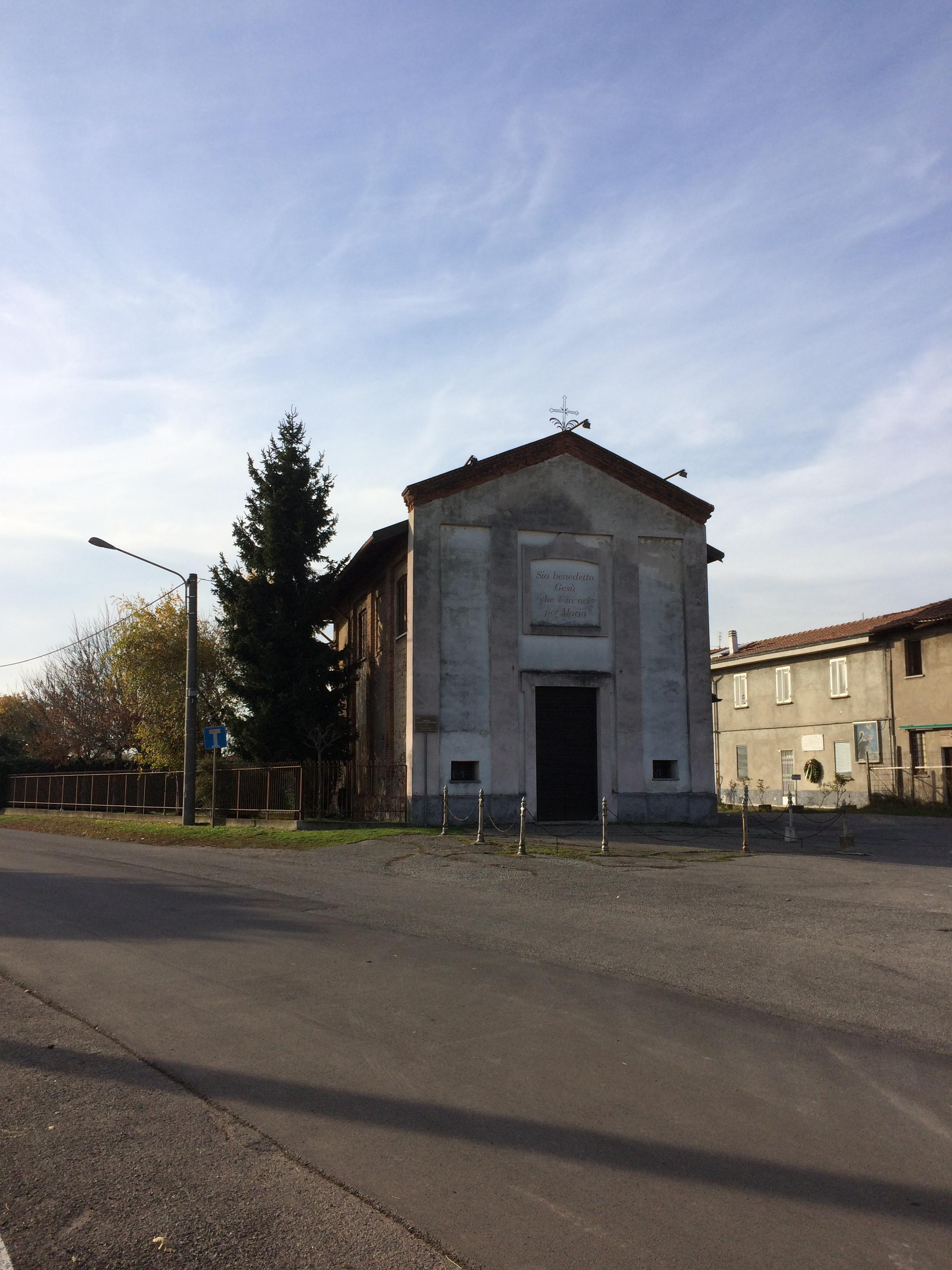
La chiesa di Santa Teresa d'Ávila a Legnano, comune della città metropolitana di Milano, che sorge a fianco della cascina Mazzafame, che si scorge sulla destra

Questa tendenza a costruire agglomerati di più corti lombarde nacque da alcune esigenze pratiche: innanzitutto la comodità di usufruire di servizi comuni (pozzi, forni, strade, ecc.) e poi la convenienza, per il possidente dei terreni e delle abitazioni, che di solito era uno solo, nel non sparpagliare i beni immobiliari sul territorio di sua proprietà, che spesso era di vaste dimensioni. I proprietari di beni, nei singoli comuni, erano infatti pochi e possedevano vasti latifondi. Inoltre, con la costruzione di corti sparpagliate e isolate, il consumo di suolo sarebbe stato maggiore, considerando soprattutto la maggior superficie di terreno necessaria per realizzare i servizi di ogni singola corte.
La forma a corte chiusa di questo tipo di edifici è spiegata da vari fattori. Il primo motivo era collegato al fatto che il padrone o il fittavolo dovessero avere necessariamente la possibilità di sorvegliare agevolmente le attività produttive che un tempo erano svolte all'interno della corte. Un secondo motivo risiedeva nel fatto che chiunque entrasse all'interno della corte doveva essere immediatamente riconosciuto dai suoi abitanti, mentre il terzo motivo discendeva dalla necessità di avere la abitazioni e le stalle posizionate separatamente, stalle che dovevano essere situate in un luogo preciso per favorirne la ventilazione; e che erano generalmente costruite con orientamento nord-sud. Ultimo motivo era la difesa degli abitanti e delle attività agricole poiché, quando nacquero le corti, le campagne circostanti erano infestate da banditi. Per tali motivi la corte lombarda ha una tipica pianta a "L", a "U" o completamente chiusa.

## Storia e diffusione

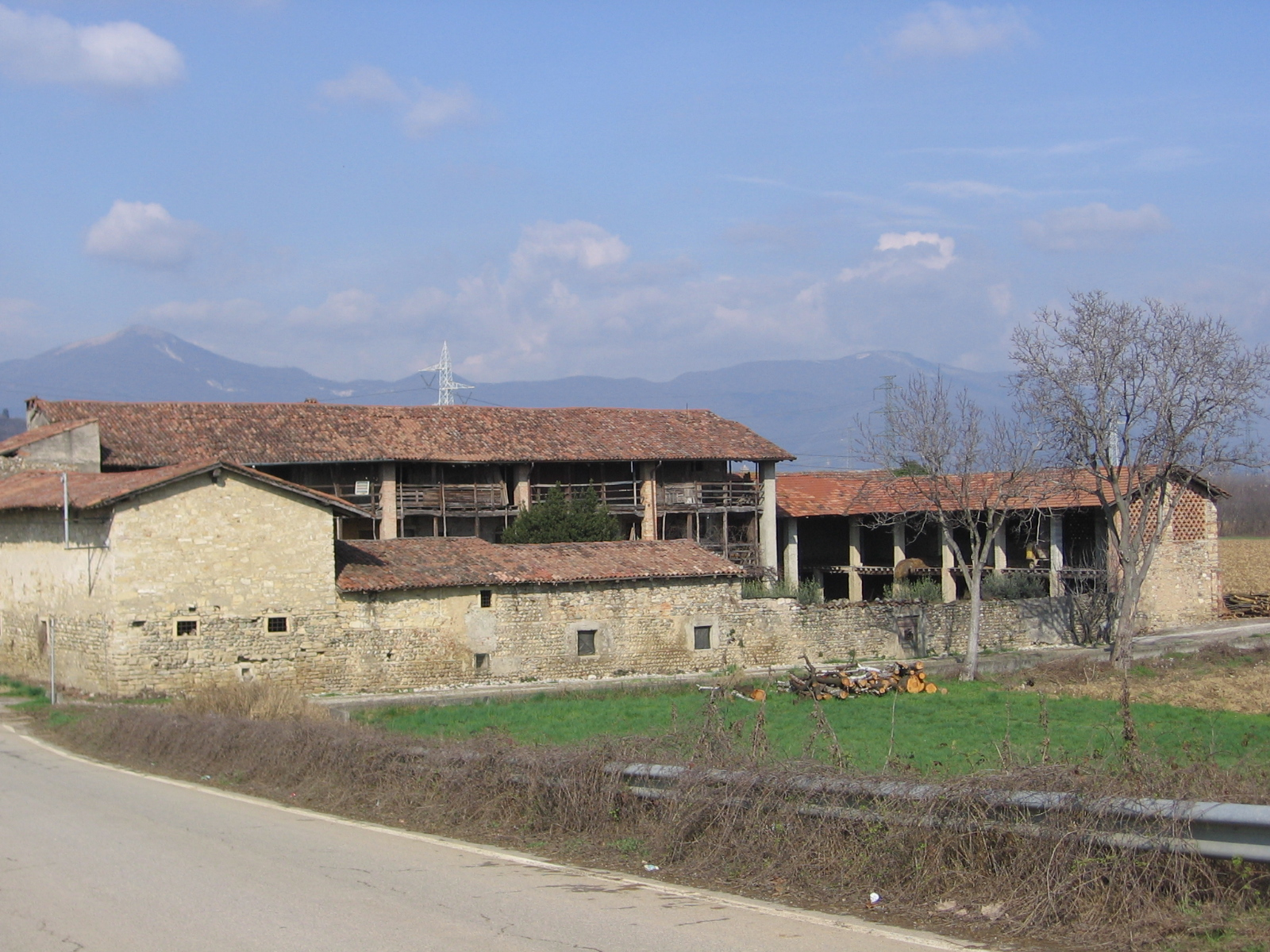
Corte lombarda a Bagnatica, in provincia di Bergamo

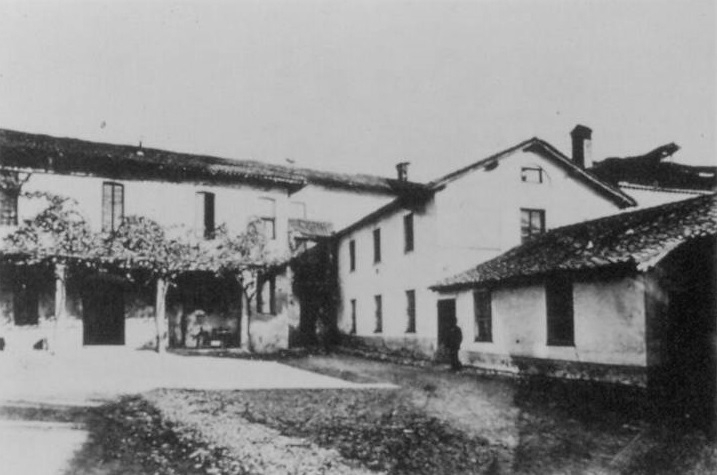
Il mulino Pomponio a Legnano, poi demolito. Anche questo mulino ad acqua sorto lungo il fiume Olona era una tipica corte lombarda

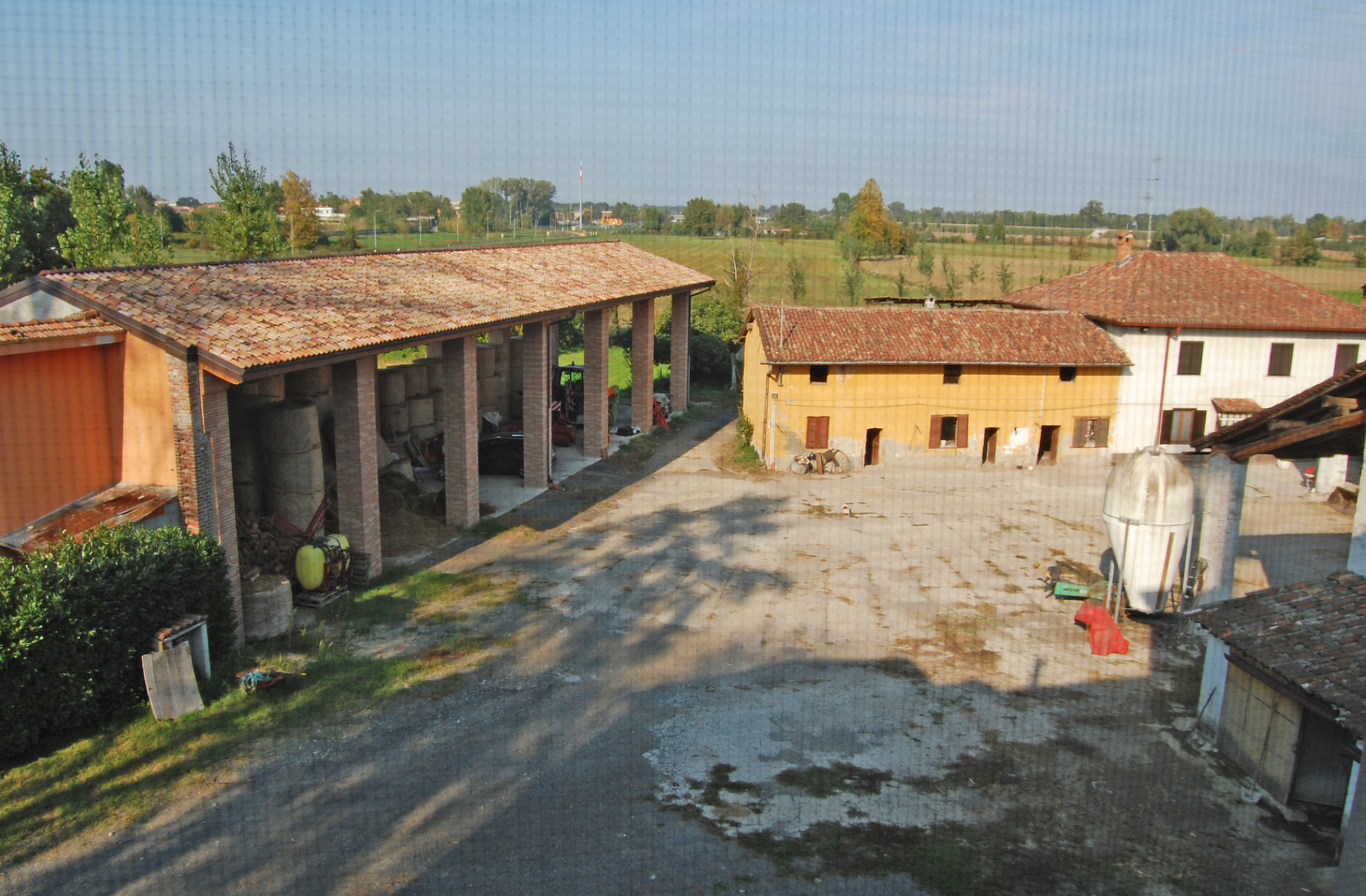
Una corte lombarda alle porte di Lodi

Le origini delle cascine affondano nel feudalesimo, in piena epoca medievale. Le prime notizie documentate sulle cascine, che risalgono al X secolo, si riferiscono a costruzioni realizzate con argilla e paglia, la cui finalità era quella di deposito agricolo e di fienile. Accanto a queste infrastrutture agricole erano presenti le abitazioni dei contadini. Già dalla metà del Duecento, in alcune aree della Lombardia, come nelle campagne pavesi e milanesi, erano sorte aziende agricole accentrate, dotate di cassine, stalle, case, mulini, e difese da torri. Alcune di esse furono in seguito trasformate in cascine "a corte" e diverse si sono conservate fino ai nostri giorni. È invece della seconda parte del XVII secolo la nascita della caratteristica forma "a corte", ovvero chiusa ai lati.
Il termine "cascina" appare per la prima volta sui documenti nel XII secolo. L'etimologia deriva dal latino volgare capsia, che significa "recinto per bestie".  In seguito da capsia si passò a capsina, poi a cassina e infine "cascina". Altri studiosi ipotizzano invece che "cascina" derivi dal termine latino caseus, ovvero "cacio", che è un sinonimo di "formaggio". Fin dagli albori della storia delle cascine, all'interno di esse si produceva formaggio.
Le corti lombarde si concentrano nelle province di Milano, Monza, Lodi, Cremona, Mantova, nelle zone di pianura delle province di Bergamo, Brescia e Varese, nella parte brianzola delle province di Como e Lecco e nella provincia di Pavia ad eccezione dell'Oltrepò Pavese. Fuori dai confini della moderna regione Lombardia, le corti lombarde sono presenti nelle province di Vercelli, Biella e Novara, nelle parti pianeggianti delle province di Torino, Alessandria e Asti e in una zona limitata dell'Emilia-Romagna. A sud dell'Appennino la tipologia della corte è presente, con forme specifiche e peculiari anche nella pianura di Lucca (Corte lucchese).

## Architettura

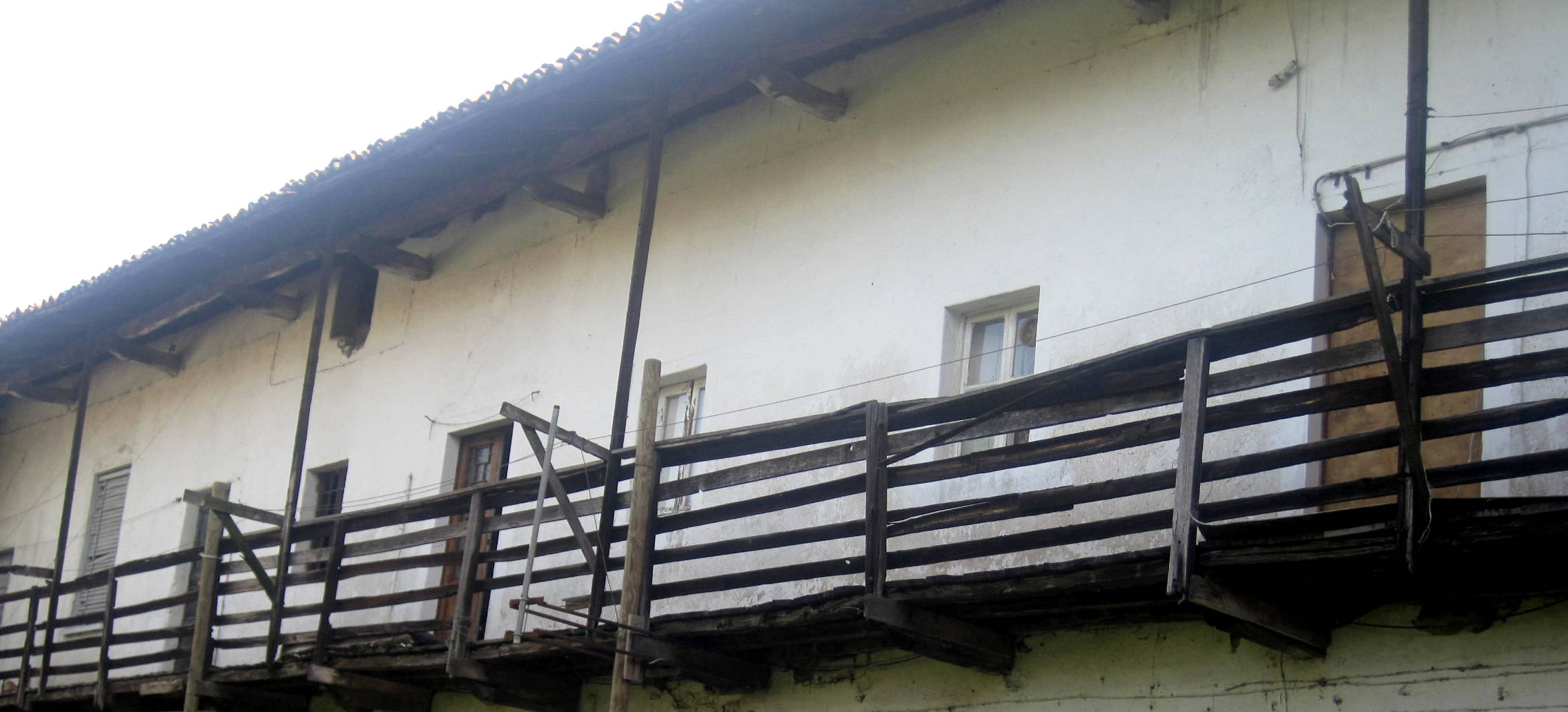
Ballatoi della cascina Burattana a Borsano, frazione di Busto Arsizio, in provincia di Varese

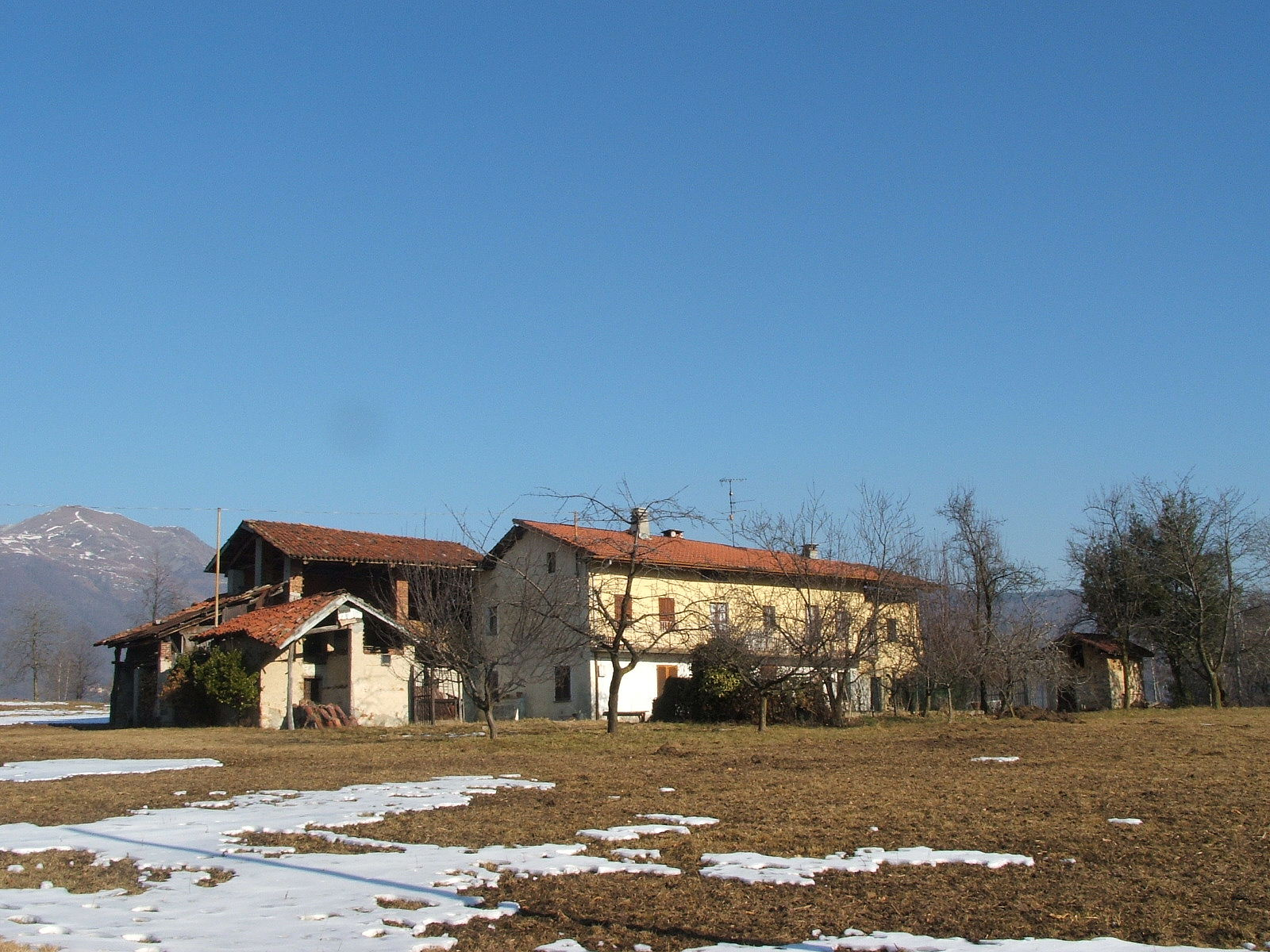
La cascina Caramelletto di Tollegno, in provincia di Biella

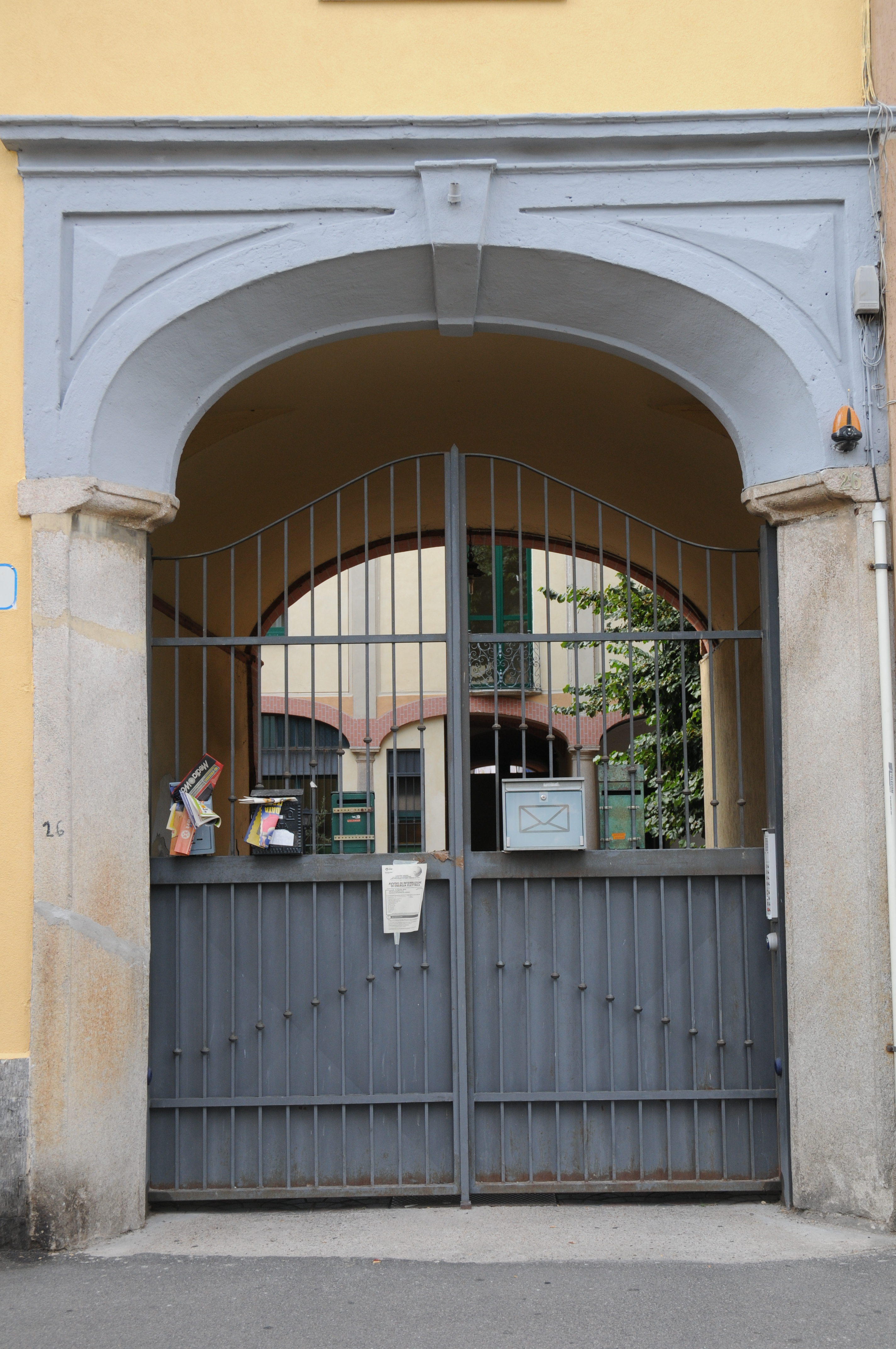
Il portone di ingresso di palazzo Lucini Arborio Mella, dimora nobiliare di San Giorgio su Legnano, comune della città metropolitana di Milano, anch'essa tipica corte lombarda

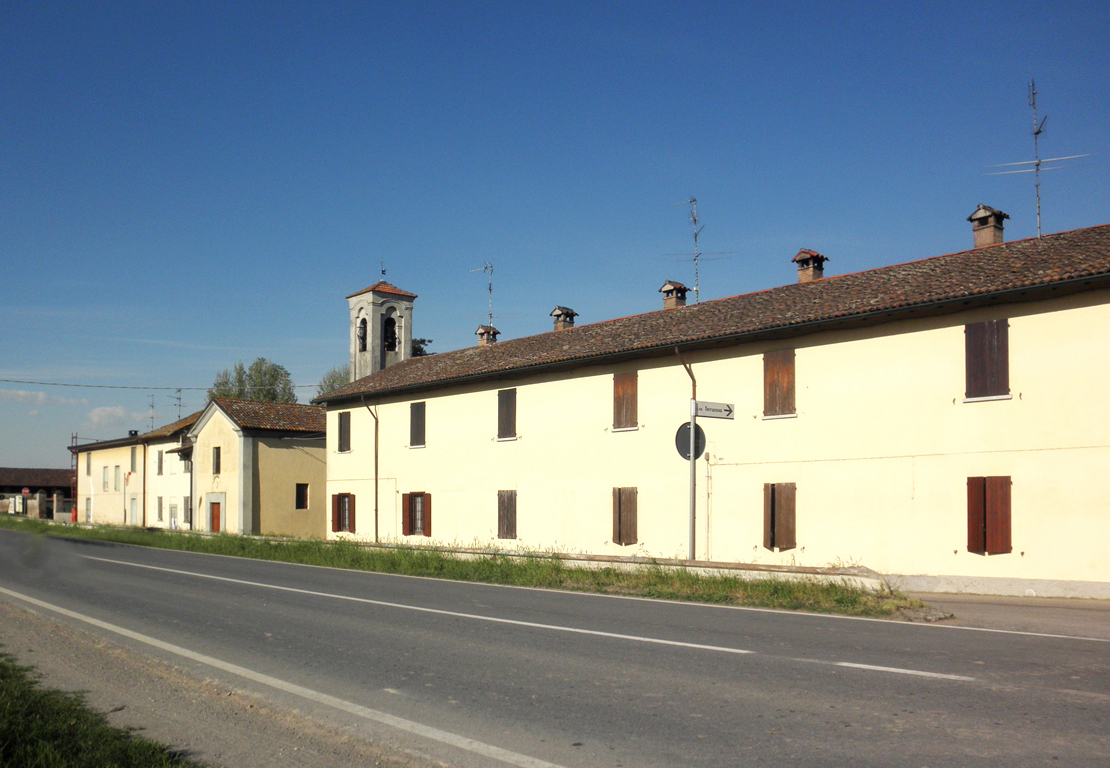
Cascina Terranova a Terranova dei Passerini, in provincia di Lodi

Cascina Frisasca, al confine tra Arluno e Parabiago, nel Parco del Roccolo, nella città metropolitana di Milano. È caratterizzata dalle tipiche pareti in mattoni traforate

Corte lombarda nel quartiere legnanese di Sant'Ambrogio negli anni sessanta del XX secolo

Queste case sono costruite in malta e pietre (più raramente mattoni) con il tetto di tegole. Sottotetto, finestre, persiane e portone d'ingresso sono invece in legno. Una delle caratteristiche più celebri dei cortili della pianura padana è la ringhiera. Le ringhiere sono protezioni in legno o in metallo, che delimitano i ballatoi interni al cortile di fronte ai locali dei piani superiori. Le corti lombarde, che presentano raramente mattoni a vista, sono quasi sempre provviste di intonaco esterno che è steso uniformemente sui muri. In origine i colori utilizzati per la tinteggiatura erano perlopiù il grigio, il bianco e il giallo. Altre tonalità di colore sono rare.
Al centro della corte è presente l'aia che un tempo serviva, tra l'altro, a battere e a trebbiare il grano. Originariamente era in terra battuta oppure lastricata in mattoni, mentre in tempi moderni la copertura è spesso realizzata in cemento. Altro elemento caratterizzante delle corti lombarde è il portone di ingresso, che a volte può presentare decorazioni e lesenature. Il portone può essere posizionato lungo il muro di cinta, sul confine tra due corpi di fabbrica oppure nel mezzo di un'ala della corte.
Molti edifici presentano una razionale collocazione dei locali. In una parte del cortile ci sono le abitazioni disposte a schiera dove, nel piano superiore, sono collocate le stanze da letto, e, in quello inferiore, il locale adibito al soggiorno. I locali al piano superiore sono raggiungibili salendo una scala esterna che porta ai ballatoi con ringhiere.  Un camino riscaldava, tramite il calore della canna fumaria, anche i rispettivi locali al piano superiore. In un'altra parte, nettamente separata dalla precedente e realizzata come blocco parallelo alle abitazioni, in caso di azienda agricola sono presenti la stalla ed il pollaio al piano terra, ed il fienile al primo piano, oltre a tutti i locali a servizio dell'attività agricola nonché l'orto privato, orto privato che nelle cascine dell'Alto Milanese è generalmente situato nel cortile.
Per le corti più grandi i piani possono essere tre, con le scale che passano all'interno del corpo di fabbrica e che si aprono in ampie balconate, ballatoi sotto i quali, al pian terreno, può corrispondere un portico che è spesso utilizzato per le attività agricole.
Le stalle e i fienili sono aperti verso l'esterno e sono delimitati da una fila di colonne. All'esterno è presente l'abbeveratoio, in seguito sostituito dall'abbeveratoio automatico che fa scorrere l'acqua all'interno delle stalle. Nelle stalle più grandi la parte centrale è destinata alla mungitura e alla raccolta del letame. Il fieno è invece calato dall'alto grazie ad una botola. Le stalle sono ripartite da pareti tagliafuoco. L'aerazione è garantita da finestre a da pareti in mattoni traforate: queste ultime, in particolare, sono uno degli elementi caratteristici delle corti lombarde isolate e più raramente dei cortili tipici dei centri storici dei comuni. La stalla svolgeva anche un ruolo sociale come luogo di raccolta degli abitanti durante le sere invernali, al tepore animale.  Altro locale che può essere presente nelle corti lombarde è la casera, ovvero il luogo dove vengono prodotti i formaggi.

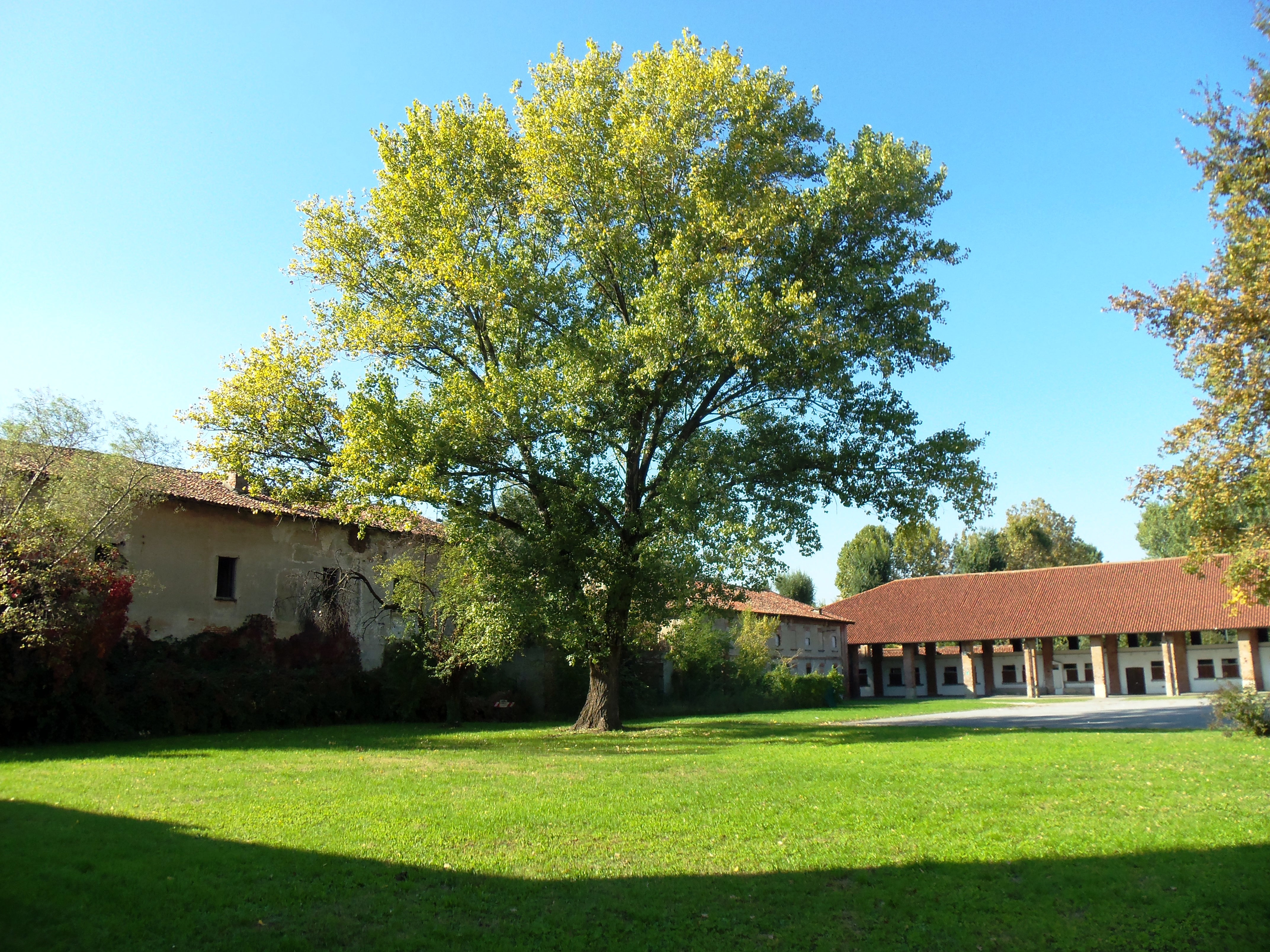
Cascina Monlué a Milano

In passato, le singole abitazioni non avevano il bagno al loro interno, ma un solo gabinetto esterno in comune, situato nel centro della corte.
In caso di attività finalizzate alla produzione agricola, era tipica la presenza di un portico che era chiamato "rustico" e che era costituito da una serie di colonne sostenenti un tetto in tegole che delimitavano uno spazio aperto ai lati, fermo restando un muro di chiusura su uno o più lati.
Non è casuale neppure l'allineamento dei vari corpi di fabbrica. In genere le stalle e i fienili sono contrapposti e allineati con l'edificio destinato ad abitazioni, con quest'ultimo che in genere ha dimensioni maggiori rispetto alle altre parti della corte, oppure collocati ad angolo retto.
Sono organizzate a corte anche le molte dimore nobiliari presenti nell'alta Pianura Padana, perlopiù in Brianza, nel Varesotto e nel Comasco, zone un tempo caratterizzate da vasti boschi. Sono state costruite da famiglie nobiliare cittadine per avere la possibilità di avere un luogo di villeggiatura più salubre rispetto a quello di origine, che era infestato da zanzare quanto le aree della bassa Pianura Padana. Queste ville nobiliari sono spesso completate da parchi, peschiere e riserve di caccia. Le vaste aree agricole che le circondavano erano fonte di guadagno per i nobili, dato che erano lavorate dai contadini locali.

## Gli usi moderni

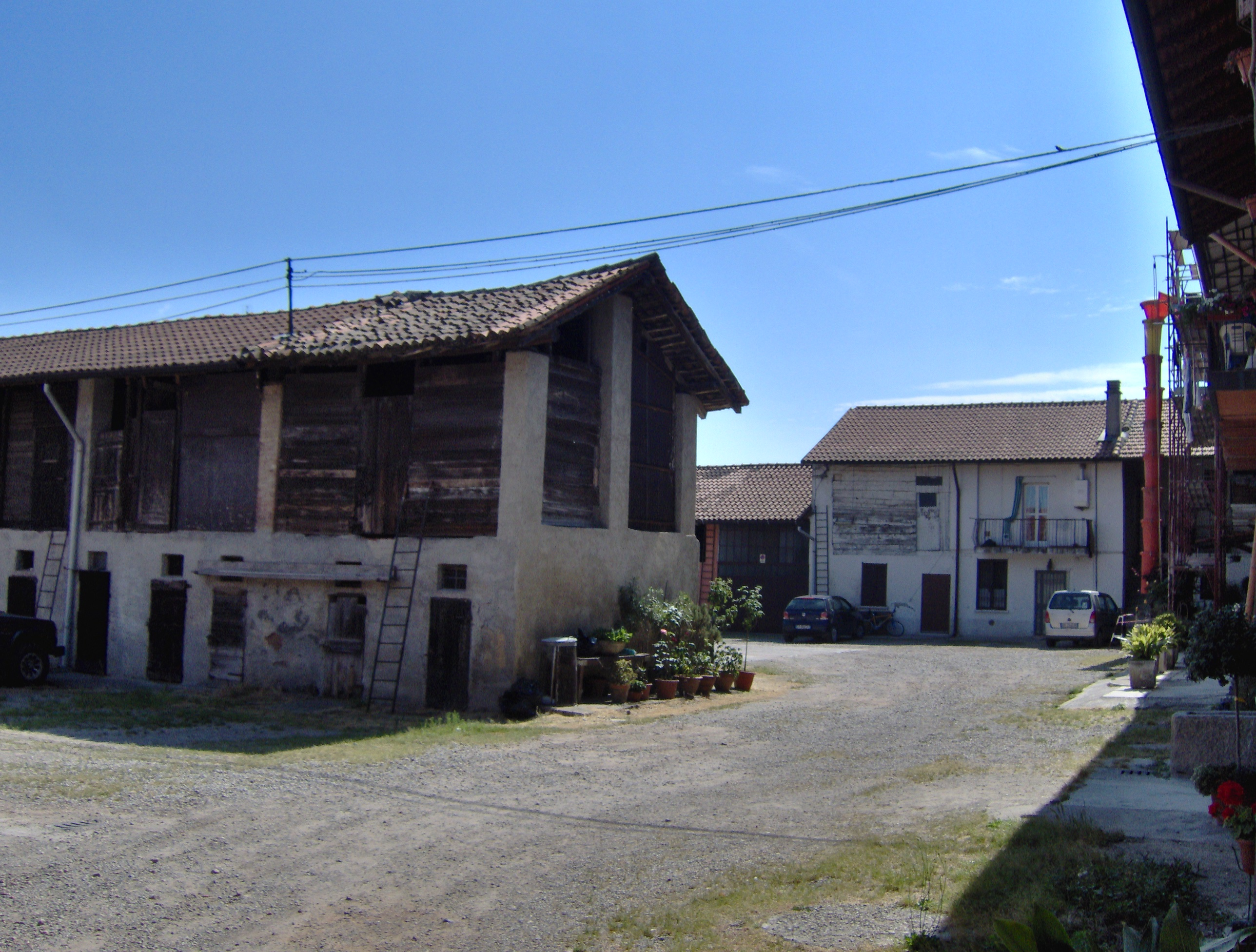
Cascina Guascona a Milano

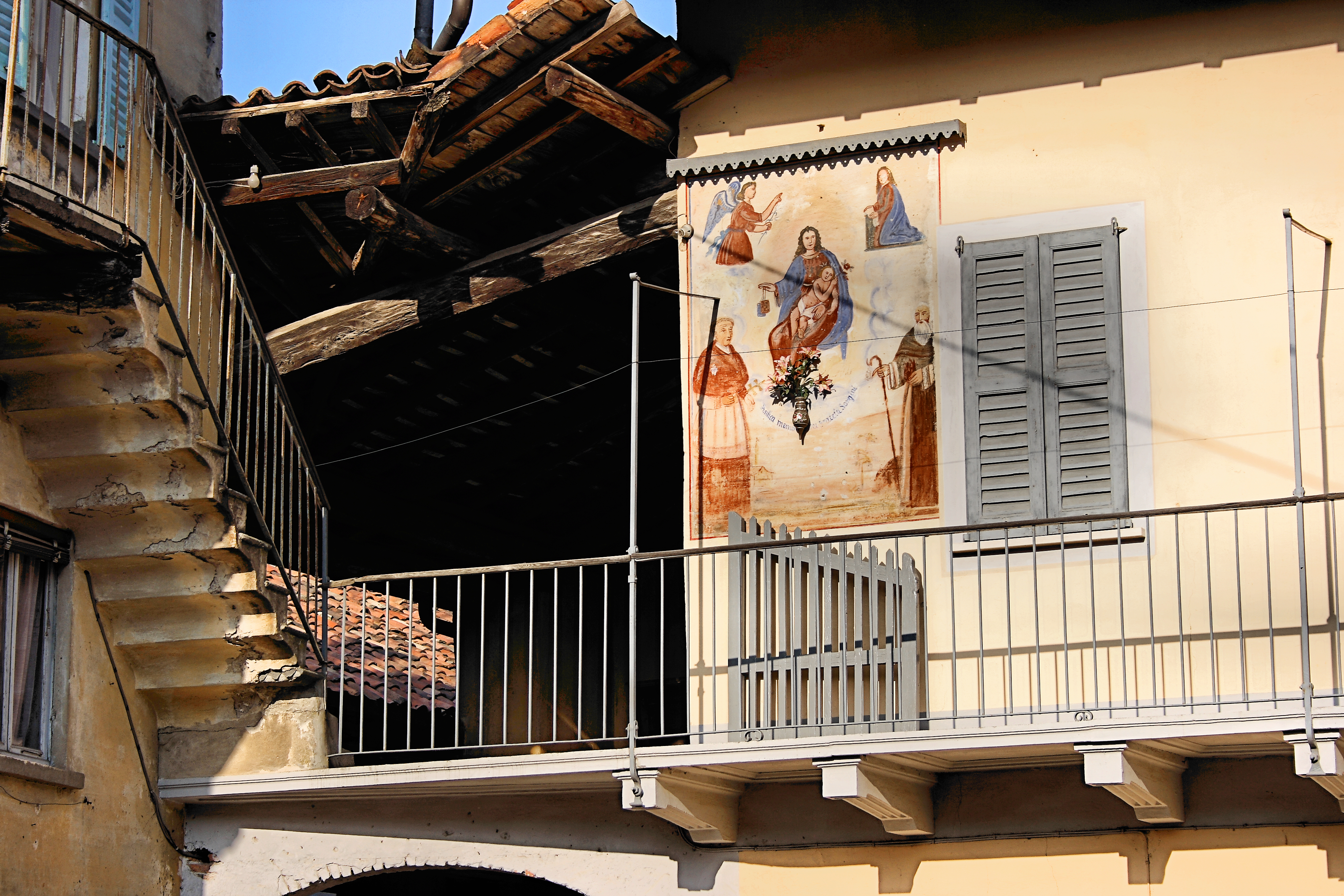
Scorcio di corte lombarda a Gurone, frazione di Malnate, in provincia di Varese

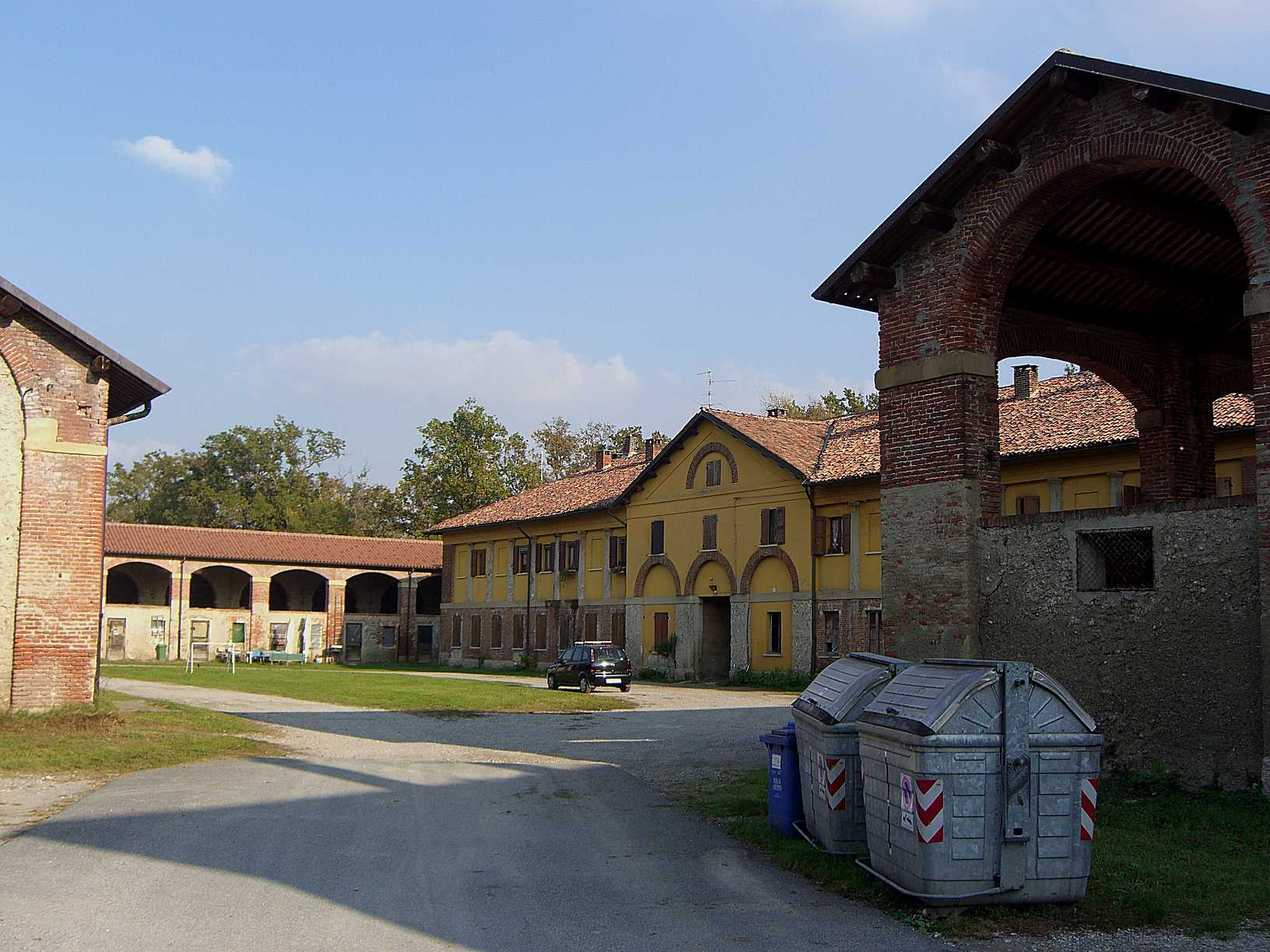
La cascina Casalta, che si trova all'interno del Parco di Monza

Il primo cambiamento inerente alle antiche corti lombarde è databile alla fine del XIX secolo. Con l'avvento dell'industrializzazione molti proprietari decisero di diversificare i propri interessi e diventarono anche imprenditori.
Anche con l'obiettivo di ostentare la loro ricchezza, i proprietari ristrutturavano le antiche corti dove dimoravano, fornendo loro un aspetto più ricercato e meno rustico, e richiamando lo stile delle case padronali appartenenti alla nascente borghesia industriale dell'epoca, che erano caratterizzate da un'estetica elegante e di prestigio. Anche i proprietari che non diventarono industriali seguirono questa tendenza. In questo modo talune corti lombarde hanno assunto un aspetto meno umile e più ingentilito.
Un secondo cambiamento è legato alla modernizzazione dei processi agricoli che iniziò a prendere piede dal XIX secolo. Grazie ai nuovi processi agricoli, la fisionomia delle antiche corti cambiò radicalmente. Vennero eliminati alcuni locali come quelli adibiti a casera, oppure la parte del fabbricato destinato all'alloggio dei fittavoli. A partire dalla prima parte del XX secolo cambiò infatti sensibilmente anche la tipologia di proprietario: i grandi proprietari di immobili iniziarono infatti a frazionare i loro beni in piccole parti, che vendettero ai loro ex-lavoranti. Questo processo di frazionamento delle proprietà fu particolarmente marcato nel Varesotto e nell'Alto Milanese. Oltre a quanto già accennato, le corti lombarde adibite ad attività agricole subirono altri cambiamenti, come la modernizzazione delle stalle, l'installazione di sili, ecc.
Dei decenni successivi è invece la sorte finale di molte altre corti lombarde. A causa della grande espansione edilizia del XX secolo, che venne causata dal costante incremento demografico della popolazione, molte di esse vennero demolite per lasciare spazio a costruzioni moderne. Altre corti sono state ristrutturate e convertite ad uso commerciale, pubblico con finalità sociali, istituzionale oppure esclusivamente residenziale. Quest'ultima destinazione è stata molto comune per le corti dell'Alto Milanese, che hanno da sempre avuto una vocazione maggiormente sbilanciata verso l'utilizzo residenziale. Altre corti sono diventate dei ruderi, molte altre ancora hanno subito abusi edilizi che ne hanno completamente snaturato le caratteristiche architettoniche originarie. A partire dalla fine del XX secolo è iniziata a maturare una sensibilità che ha portato a migliorare gradualmente e costantemente la qualità degli interventi edilizi sulle corti, che sono diventati mano a mano sempre più rispettosi dell'antico stile architettonico di questo tipo di edifici.

## Nella cultura di massa
Sulla vita nelle corti lombarde si basano, sin dalla loro nascita, gli spettacoli teatrali del gruppo dialettale I Legnanesi, fondato nel 1949 da Felice Musazzi e Tony Barlocco.